# 赤木蘭子
赤木 蘭子（あかぎ らんこ、1914年1月17日 - 1973年7月23日）は、日本の女優。

## 人物・経歴
東京出身。本名は信千代、旧姓は筒井。1929年、丸山定夫、薄田研二、山本安英、細川ちか子、久保栄らの新築地劇団に入団。藤森成吉作「何が彼女をさうさせたか」で初舞台を踏む。1934年の新築地劇団分裂後は、新協劇団に参加し、「アジアの嵐」などに出演。1939年同劇団の俳優信欣三と結婚した。映画では、主人公の妻役の『空想部落』（1939年）、物語のキーとなる中年女性を演じた『木石』(1940年)、主人公の母である未亡人役の『愛機南へ飛ぶ』（1943年、名義は本名の信千代）、のほか終戦前には『綴方教室』（東宝映画）、『初恋』（東宝映画京都＝新協劇団）、井伏鱒二原作『多甚古村』（東宝映画京都）などに出演する。1940年8月19日、村山知義、久保栄、滝沢修と夫の信欣三らとともに、いわれのない治安維持法違反容疑で逮捕。
戦後、1945年に結成された東京芸術劇場に参加するも脱退。夫とともに俳優座に入り、東宝争議の中で、『女優』『第二の人生』『面影』『女の四季』といった映画に出演。1949年10月には、俳優座内で結成された共産党細胞に他の俳優らとともに所属するものの、1950年10月の細胞解散とともに脱党している。1955年劇団民藝に入る。脚本家・小説家の筒井ともみは姪。

## フィルモグラフィ

### 映画
- 『綴方教室』（東宝映画東京、1938年）
- 『初恋』（東宝映画京都＝新協劇団、1939年）
- 『空想部落』（南旺映画、1939年）
- 『多甚古村』（東宝映画京都、1940年）
- 『奥村五百子』（東京発声＝新日本映画研究所、1940年）
- 『木石』（松竹、1940年）
- 『愛機南へ飛ぶ』（松竹、1943年）…主人公（原保美）の母役
- 『敵機空襲』（松竹、1943年）…とみ江役
- 『煉瓦女工』（南旺映画、1946年）
- 『女優』（東宝、1947年）
- 『無頼漢長兵衞』（大映、1949年）
- 『女の四季』（東宝、1950年）
- 『唐人お吉』（京映プロ＝現代俳協、1954年）
- 『火の鳥』（日活、1956年）
- 『われは海の子』（民芸＝教配、1956年）
- 『警察日記 ブタ箱は満員』（日活、1961年）
- 『みんなわが子』（全農映＝ATG、1963年）
- 『赤い殺意』（日活、1964年）
- 『怪談』（文芸プロダクションにんじんくらぶ、1965年）
- 『赤い天使』（大映東京、1966年）
- 『あかね雲』（松竹、1967年）

### テレビドラマ
- シャープ火曜劇場（CX）
  - 第7回「愛妻物語」（1961年）
- 松本清張シリーズ・黒の組曲（NHK）
  - 第1話「駅路」（1962年）
  - 第35話「破談変異」（1962年）
- 人形佐七捕物帳 第35話「謎の血文字」（1965年、NHK）
- 二人の星（1965年 - 1966年、TBS） - 桐原ふさ